# Мальцево (селище, Яйський округ)
Ма́льцево (рос. Мальцево) — селище у складі Яйського округу Кемеровської області, Росія.

## Населення
Населення — 38 осіб (2010; 59 у 2002).
Національний склад (станом на 2002 рік):
- росіяни — 96 %